# Conosa
Conosa é um subfilo de protozoários amebóides com flagelo do Filo Amoebozoa. Consiste em dois grupos monofiléticos e algumas linhagens independentes anteriormente agrupadas no clado Variosea.